# مهندسی هوانوردی

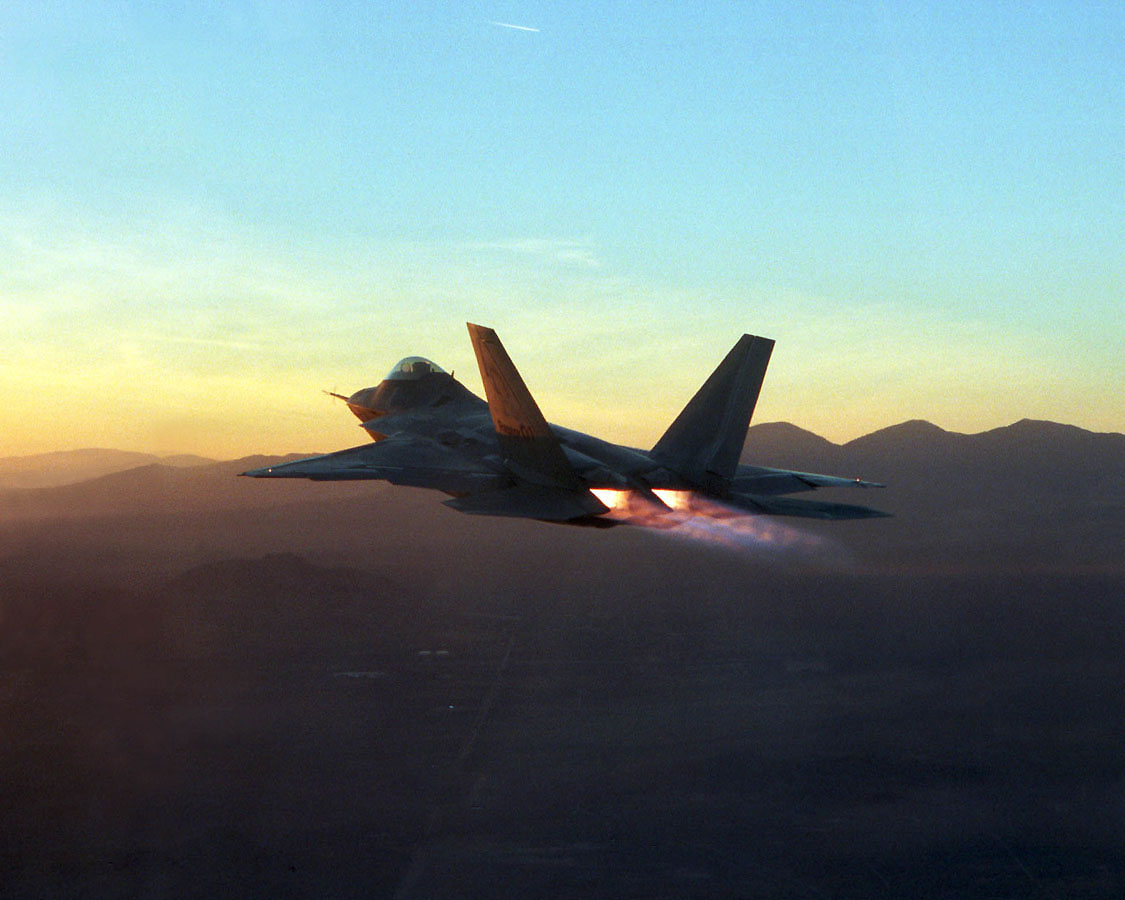
تصویری از یک هواپیمای جت

مهندسی هوانوردی (به انگلیسی: Aviation Engineering) هم یک دانش است و هم یک هنر. به عنوان یک شاخه مهندسی، حریم هوایی، طراحی فرودگاه، فناوری‌های ناوبری هواپیما و برنامه‌ریزی فرودگاه‌های کوچک سروکار دارد.
رشته هوانوردی، علم پرواز است. دانشجویان این رشته در مورد طراحی، توسعه، تحلیل، ساخت ، نگهداری،استفاده و عملیات ایمنی آن و کنترل پرواز و تعمیرات و…. مطالعه می‌کتند و توانایی لازم را کسب می‌کنند.
رشته‌ی هوانوردی دارای ۳ گرایش خلبانی، مراقبت پرواز و ناوبری هوایی است که تنها ۲ گرایش خلبانی و مراقبت پرواز از طریق آزمون سراسری اقدام به جذب دانشجو می‌نماید.

## طراحی فرودگاه
طراحی‌های اخیر فرودگاه‌ها به گونه‌ای است که با استانداردهای جهانی محیط زیستی هماهنگ باشند. پیشرفت در مهندسی عمران و معماری باعث ایجاد تعامل بین این دو رشته می شود.